# Desde casa en concierto y canciones desempolvadas
Desde casa en concierto y canciones desempolvadas es el vigésimo cuarto álbum de la banda de música norteña Intocable.
Este álbum fue grabado durante la pandemia de COVID-19 y por ello era necesario resguardarse en casa, por lo que este álbum es el primero de su clase en ser grabado con este formato.
La grabación pudo realizarse por videoconferencia y con ello otros artistas influyentes del género pudieron realizar grabaciones con los miembros de la banda.

## Lista de canciones
| N.º   | Título                                                                       | Duración |  |
| 1.    | «Corazón Malo (desde casa)» (Grabada a dueto con Eliseo Robles Jr.)          | 02:31    |  |
| 2.    | «Y Todo Para Qué (desde casa)» (Grabada a dueto con Edén Muñoz)              | 03:21    |  |
| 3.    | «Fuertemente (desde casa)» (Grabada a dueto con Oscar Iván Treviño de Duelo) | 03:03    |  |
| 4.    | «Caminaré (desde casa)» (Grabada a dueto con Carolina Ross)                  | 04:29    |  |
| 5.    | «Sueña (desde casa)» (Grabada a dueto con Matisse)                           | 04:23    |  |
| 6.    | «Déjate Amar (en concierto)»                                                 | 05:15    |  |
| 7.    | «Es Mejor Decir Adiós (en concierto)»                                        | 04:15    |  |
| 8.    | «Nunca Supe Amarte»                                                          | 03:33    |  |
| 9.    | «Siempre Estás Tú»                                                           | 02:52    |  |
| 10.   | «Que Me Amas»                                                                | 03:16    |  |
| 37:03 |                                                                              |          |  |

## Datos del álbum

### Nuevas versiones
- Fuertemente fue compuesta por el cantautor y productor musical de Duelo, Oscar Iván Treviño, para el álbum Es Para Ti en el año 2000.
- Y Todo Para Qué se incluye en el álbum Llévame Contigo, lanzada a la venta en 1996.
- Corazón Malo es un tema cover, originalmente grabado por Ramón Ayala en 1983, y compuesta por Freddie Martínez Sr.
- Caminaré viene del álbum 2C en 2008 y fue compuesta por el cantautor colombiano Wilfrán Castillo y cantautora carolina Ross cantante .
- Sueña canta matisse viene del álbum Sueños de 2002.
- Que Me Amas fue compuesta por Josué Contreras, José Zamora y Ricardo Javier Muñoz, originalmente es interpretado por el Grupo Siggno y se incluye en su album Monstruo, lanzado en 2019

### Temas en vivo
- Es Mejor Decir Adiós, compuesta por Luis Gerardo Padilla (vocalista del grupo La Firma) y aparece en el álbum X, lanzado en el 2005.
- El tema Déjate Amar, es igual rescatada del álbum X.

### Canciones desempolvadas
- Nunca Supe Amarte es un tema inédito compuesto por José Roberto Martínez y Ricky Muñoz.
- Siempre Estás Tú, es el segundo tema inédito, y fue compuesta por Alejandro Gulmar, Josue Contreras y Ricardo "Ricky" Muñoz.